# تلمبه منصور سرافراز
تلمبه منصور سرافراز یک منطقهٔ مسکونی در ایران است که در دهستان هشیوار واقع شده‌است.